# Jacob Maximiliaan Villain van Gent

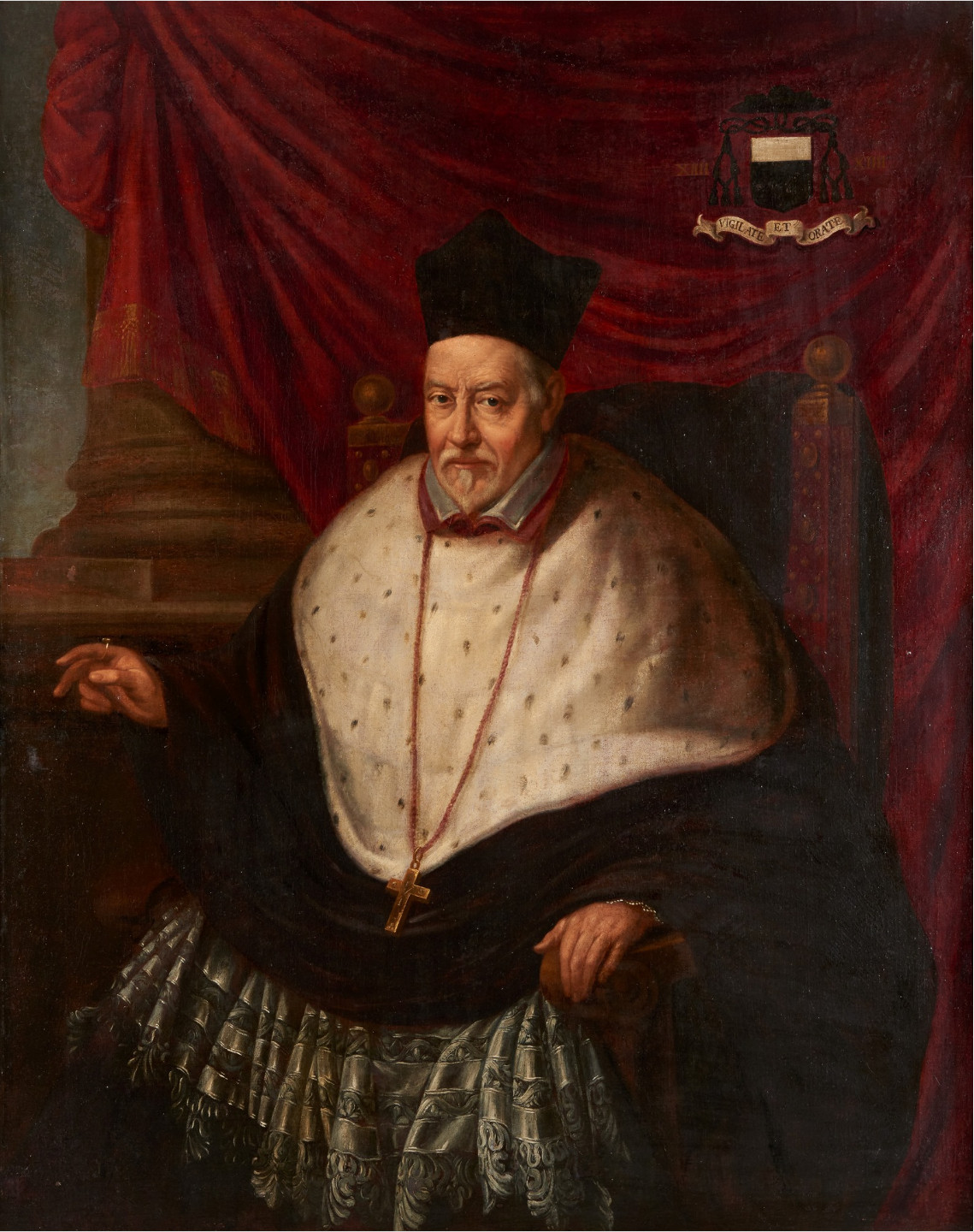
Jacob Maximiliaan Villain van Gent

Jacob Maximiliaan Villain van Gent (1569 — Doornik, 29 november 1644) was een bisschop van Doornik.

## Leven
Hij was de jongste zoon van de Rijselse stadhouder Maximiliaan Vilain. Voorbestemd voor een kerkelijke carrière, studeerde Villain aan de Universiteit van Dowaai. Er zijn getuigenissen van medestudenten dat hij retorica, filosofie en theologie gevolgd heeft, maar klaarblijkelijk behaalde hij naar adellijke gewoonte geen graad. Eén bron signaleert hem aan de universiteit van Pont-à-Mousson. Op 12 december 1587 werd hij priester gewijd en tegelijk bekwam hij een plek in het kapittel van de Doornikse kathedraal, nadat hij eerder al kanunnik was geworden in Kamerijk. In Doornik werd hij vervolgens deken.
Aartshertog Albrecht duidde hem eind 1614 aan om de gestorven bisschop op te volgen, wat een jaar later door Rome werd bevestigd. Op 28 februari 1616 nam Max Villain bezit van zijn zetel en op 14 maart volgde de bisschopswijding. Hij nam zijn ambt ter harte, riep negen episcopale synodes samen en zorgde voor de invoering van de Tridentijnse mis. In Oostenrijk ging hij de relieken van zijn patroon halen. Behalve als een vroom man wordt hij ook vermeld als iemand die sterk op zijn prerogatieven stond en conflicten niet uit de weg ging, zoals met het Doornikse kapittel, de dominicanen van Rijsel of nuntius Richard Pauli-Stravius. 
Als auteur publiceerde Villain onder meer begrafenispreken voor aartshertog Albrecht (1621) en aartshertogin Isabella (1633), alsook een pastoraal handboek (1625).
Na zijn dood werd hij in de kathedraal begraven. Zijn neef François volgde hem op als bisschop.

## Naamvarianten
Maximilianus Vilanus a Gandavo, Maximilien Villain de Gand, Max Villain.

## Publicaties
- Manuale pastorum ad usum ecclesiarum civitatis et dioecesis Tornacensis, 1625
- Speculum sacerdotum, 1634
- Methodus sacrum Missae sacrificium celebrandi romano ritu, 1641